# Ахпрадзор
Ахпрадзор (арм. Ախպրաձոր) — село в Гегаркуникской области Армении.

## География
Село расположено в юго-восточной части марза, в горной местности Варденисского хребта, к югу от автодороги , на расстоянии 70 километров к юго-востоку от города Гавар, административного центра области. Абсолютная высота — 2230 метров над уровнем моря.
Климат
Климат характеризуется как умеренно холодный, влажный (Dfb в классификации климатов Кёппена). Среднегодовая температура воздуха составляет 4,3 °C. Средняя температура самого холодного месяца (января) составляет −6,8 °С, самого жаркого месяца (июля) — 15 °С. Расчётная многолетняя норма атмосферных осадков — 539 мм. Наибольшее количество осадков выпадает в мае (92 мм).

## Население
По данным «Сборника сведений о Кавказе» за 1880 год в селе Кызил-Хараба (Загалу Верхнее) Новобаязетского уезда по сведениям 1873 года был 61 двор и проживало 515 азербайджанцев (указаны как «татары»), которые были шиитами.
По данным Кавказского календаря на 1912 год, в селе Кизил-Хараба 2-е Новобаязетского уезда проживало 949 человек, в основном азербайджанцев, указанных как «татары».
| Год переписи | Население          | Население          | Население          | Население            | Население            | Население            |
| Год переписи | Наличное население | Наличное население | Наличное население | Постоянное население | Постоянное население | Постоянное население |
| Год переписи | Всего              | Мужчины            | Женщины            | Всего                | Мужчины              | Женщины              |
| ------------ | ------------------ | ------------------ | ------------------ | -------------------- | -------------------- | -------------------- |
| 2001         | 337                | 167                | 170                | 344                  | 169                  | 175                  |
| 2011         | 350                | 182                | 168                | 355                  | 184                  | 171                  |

| Год  | Численность | Численность |
| ---- | ----------- | ----------- |
| 1831 | 98          | [ 10 ]      |
| 1873 | 515         | [ 10 ]      |
| 1886 | 717         |             |
| 1897 | 774         | [ 10 ]      |
| 1908 | 917         |             |
| 1914 | 1018        |             |
| 1916 | 922         |             |
| 1926 | 319         | [ 10 ]      |
| 1931 | 206         |             |
| 1970 | 629         | [ 11 ]      |
| 1979 | 534         | [ 11 ]      |
| 1989 | 549         | [ 11 ]      |
| 2001 | 344         | [ 11 ]      |
| 2011 | 355         | [ 12 ]      |